# Philip J. Currie
Philip John Currie (ur. 13 marca 1949 w Brampton) – kanadyjski paleontolog, profesor Uniwersytetu Alberty (University of Alberta).

## Życiorys
Licencjat (B.Sc.) uzyskał na Uniwersytecie w Toronto, magisterium (M.Sc.) i doktorat (Ph.D. – z wyróżnieniem) – na Uniwersytecie McGill.
Zajmuje się głównie dinozaurami – jego specjalnością są teropody, ceratopsy, migracje i zachowania stadne dinozaurów oraz kwestia pochodzenia ptaków. Uczestniczył w naukowym opisaniu ponad dwudziestu taksonów dinozaurów, m.in. mapuzaura i sinraptora. W 1987 wykazał, że Stenonychosaurus jest synonimem rodzaju Troodon. W 1986 został – wspólnie z Dale’em Russellem i Dongiem Zhimingiem – dyrektorem Canada-China Dinosaur Project i brał udział w badaniach nad znalezionymi w Chinach pierzastymi dinozaurami. Jest jednym z obrońców tezy, zakładającej występowanie u dinozaurów drapieżnych polowania grupowego. Jest autorem ponad 160 artykułów naukowych, 140 popularnonaukowych i 15 książek.
W 2012 otrzymał medal przyznawany przez The Explorers Club (The Explorers Club Medal). Na jego cześć nazwano m.in. gatunki Epichirostenotes curriei i Teratophoneus curriei oraz Philip J. Currie Dinosaur Museum.